# Gare de Poliénas
La Gare de Poliénas est une gare ferroviaire française située sur le territoire de la commune de Poliénas, dans le département de l'Isère en région Auvergne-Rhône-Alpes.

## Situation ferroviaire
Cette gare est située au point kilométrique 66,529 de la ligne de Valence à Moirans. Son altitude est de 224 m.

## Service des voyageurs

### Desserte

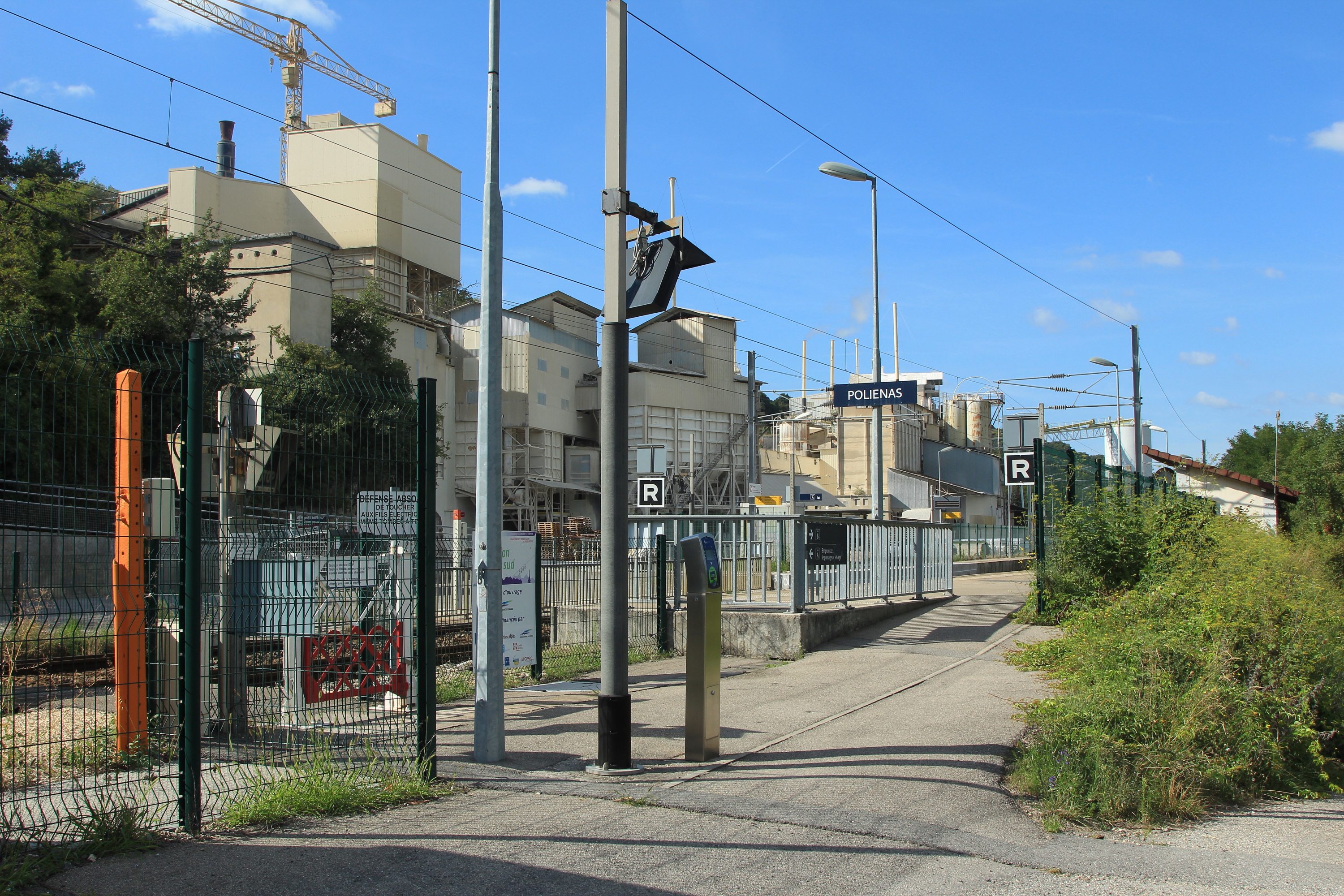
Accès à la gare.

Elle est desservie par les trains TER Auvergne-Rhône-Alpes (relation de Chambéry à Valence-Ville).

## Service des marchandises
Cette gare est ouverte au service du fret. Le service est limité à la desserte d'installations terminales embranchées.